# France Inter
France Inter est une station de radio française généraliste, nationale et publique, lancée en 1947.
Elle est considérée comme « la voix de la France » jusqu'à la libéralisation des ondes du début des années 1980, et reste aujourd'hui, au sein du groupe Radio France, la principale station de radio du service public.
Adèle Van Reeth en est la directrice depuis 2022.
Depuis avril 2019, France Inter est la radio la plus écoutée de France, avec 6 987 000 auditeurs quotidiens entre septembre 2023 et juin 2024, soit une audience cumulée de 12,5 % et une part d'audience de 13,7 %, devant sa rivale historique RTL.

## Historique

### De la genèse à Paris Inter (1947-1957)
Les antennes de l'« American Forces Network » (AFN), réseau international de radiodiffusion de l'armée américaine qui a diffusé ses émissions depuis le 13 octobre 1944 sur les ondes moyennes 491,8 m (610 kHz) depuis un émetteur radio de 10 kW situé à Rueil-Malmaison, cessent leurs émissions le 31 décembre 1946, et transfèrent l'émetteur à la Radiodiffusion française (RDF). Cette dernière y diffuse dès le lendemain à 7 h 30 un nouveau programme composé des émissions du Club d'essai, dont l'émetteur de la rue de Grenelle est alors abandonné, et de disques avec une dominance de jazz.
Le troisième programme de la RDF, le Club d'Essai, est déjà diffusé de façon expérimentale en région parisienne sur les ondes moyennes 214 m depuis le 31 mars 1946. Les programmes expérimentaux ne sont audibles que de 12 h 30 à 13 h 30 et de 20 h à 23 h.
En 1947, le nouveau programme prend provisoirement le titre de Club d'Essai avant que Wladimir Porché n'annonce courant janvier la création définitive d'un troisième programme de radio, en plus du Programme Parisien et du Programme National, qu'il nomme « Paris-Inter », officiellement inauguré le 15 février 1947 par Wladimir Porché, Jean Vincent-Bréchignac, qui en devient le premier directeur, Jean Luc et Simon Coppans. Paris-Inter diffuse de 6 h 30 à minuit un programme essentiellement musical, composé de sessions de disques, des émissions réalisées par le Club d'Essai et de programmes de stations étrangères. En septembre 1947, un sondage réalisé par le journal Radio programme crédite la station de 6 % d'audience, alors qu'elle n'émet encore que sur la seule région parisienne.
Paris-Inter est diffusée chaque jour de 12 h 15 à 15 h 20 sur ondes courtes 48,39 m (6 200 kHz) dès le 15 décembre 1947 par un des émetteurs d'Allouis, ce qui permet à la station d'être audible aussi à l'étranger, mais aussi dans les zones peu couvertes par les ondes moyennes en France, comme les zones montagneuses. La dernière-née des stations d'État, qui diffuse sur ondes moyennes 506,7 m (592 kHz), entame le développement de son réseau d'émetteurs en Province en inaugurant sa première fréquence à Limoges le 1er janvier 1949, suivie de six autres la même année. Ce développement est permis par la transformation de la RDF en Radiodiffusion télévision française (RTF) par le décret du 9 février 1949, en établissement public doté d'un budget autonome et qui bénéficie d'une redevance doublée sur les postes de radio. Le programme devient véritablement national le 19 octobre 1952 avec la remise en service de l'émetteur à grande puissance d'Allouis (Cher), détruit lors de la retraite allemande en 1944. Entre-temps, pour éviter que la France ne perde sa fréquence grandes ondes de 164 kHz, celle-ci est utilisée par l'émetteur alsacien de Sélestat avec une puissance de 20 kW pour relayer Paris-Inter en Alsace et dans la vallée du Rhin.

### France I (1957-1963)
Le 17 décembre 1957, Paris-Inter devient France I et diffuse 24 h sur 24 h un programme qui privilégie l’information directe et reflète tous les aspects de la vie quotidienne, tandis que le Programme Parisien devient France II Régional, chaîne du divertissement et écho des stations régionales. Une des émissions créées à cette époque, en 1958 par Henri Kubnick, va devenir le jeu le plus ancien du paysage radiophonique français, sous les noms successifs de Cent mille francs par jour, Le Jeu des 1000 francs, et des 1 000 euros. Face à l'érosion constante de l'audience des chaînes de radiodiffusion de la RTF au profit des postes périphériques et à la fréquence des grèves au sein de l'établissement (voir la grève de 1962), le gouvernement, par son ministre de l'Information Alain Peyrefitte, crée la même année le service de liaison interministériel pour l’information, courroie de transmission entre le pouvoir politique et les journalistes de la RTF. Les directeurs de la RTF, le directeur général Robert Bordaz et le délégué au directeur aux stations régionales Roland Dhordain, qui propose la réforme à Alain Peyreffite, décident de réagir en procédant à une série de réformes dès 1963, notamment la simplification des quatre chaînes de radio en trois stations : France I et France II-Régional sont fondues l'une dans l'autre le 20 octobre 1963 pour former RTF Inter, chaîne des informations, de la gaîté et des conseils pratiques, qui regroupe les émetteurs de France I et France II et se scinde en deux programmes distincts en soirée, Inter Jeunesse diffusé par l'émetteur grandes ondes et Inter Variétés sur ondes moyennes. France III-National devient RTF Promotion spécialisée dans les émissions culturelles. France IV-Haute Fidélité devient RTF Haute Fidélité spécialisée dans la musique classique et contemporaine.

### France Inter (depuis 1963)
À partir de 1963, Roland Dhordain tente de « transformer Paris Inter en une radio capable de rivaliser avec les stations périphériques ». Le 8 décembre 1963 la station devient France Inter, à la suite du concours « Baptême RTF 64 ». Ce concours est lancé auprès des auditeurs à l’occasion de l’ouverture de la Maison de la Radio inaugurée le 14 décembre. Dhordain détourne à cette occasion les résultats du vote du public qui a choisi France Bleu, France Blanc et France Rouge et décidé personnellement que les trois stations de la radio publique s'appellent France Inter, France Culture et France Musique.

#### Période de l'ORTF (1964-1975)
L'ORTF succède à la RTF en juin 1964 et les Interservices se développent : Inter-Service Routes, Inter-Service Jeunes, Inter-Service Emploi, Inter-Service Rural, Inter-Service Bourse, Inter-Service Courses, Inter-Service Mer…
Le 4 octobre 1965, est instaurée l'émission qui va devenir l'une des plus durables de l'histoire de la radio, le Pop club de José Artur.
En mai 1968 la grève est votée à l'ORTF. Ce qui n'est pas du goût du président de la République Charles De Gaulle qui demande à Georges Gorse, ministre de l'Information, de « mettre les trublions à la porte », et de placer les émetteurs sous la protection de la police et de l'armée. En réponse, l'intersyndicale de France Inter organise « l'opération Jéricho » : chaque jour des journalistes, ouvriers, lycéens, gens du spectacle, auditeurs marchent pendant une heure autour de la Maison de la Radio. Le 26 juin, le personnel de l'ORTF reprend le travail. Roland Dhordain, qui a quitté la radio, revient et reprend son poste de directeur. En août, 54 journalistes de l'ORTF, dont 23 de la rédaction radio, sont écartés.
Jacques Chancel reçoit son premier invité le 5 octobre 1968 dans sa Radioscopie, diffusée ensuite tous les jours en semaine de 17 h à 18 h. En juillet 1969, les premiers pas des astronautes sur la Lune sont diffusés en direct d’Apollo XI pendant 30 h dans le cadre du programme commun Radio Terre diffusé à la fois sur France Inter, France Culture et Inter Variétés sur ondes moyennes.

#### Période de Radio France, depuis 1975

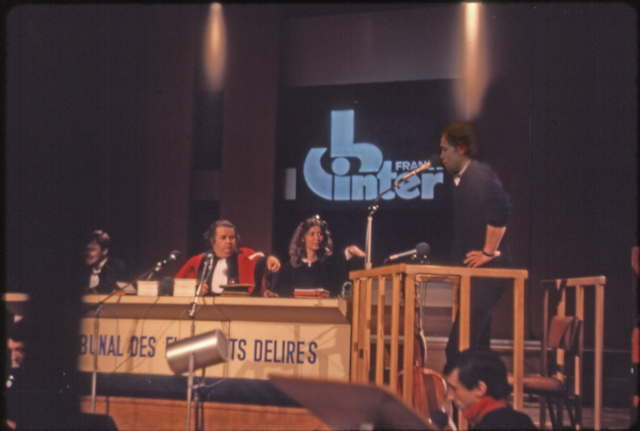
Émission mythique des années 1980 produite par Claude Villers en juge président, le Tribunal des flagrants délires ici avec « l'accusé » Patrick Dewaere à droite et l'avocat véreux Luis Rego en bas à gauche, le vendredi 17 octobre 1980.

Le 1er janvier 1975, France Inter devient une des chaînes de la société nationale de radiodiffusion Radio France, issue de l'éclatement de l'ORTF, Radio France conservant la dénomination des chaînes de radios utilisée par l’ORTF (France Inter, France Culture, France Musique, FIP) et créant à cette occasion RFI. Le démarrage de Radio France n'est toutefois effectif que le 6 janvier 1975 à minuit et France Inter se dote d'un nouvel habillage. À partir des années 1980, France Inter privilégie les émissions d'information à celles de divertissement.
France Inter s'engage, de fait, en 2005 en faveur de l'adoption du traité constitutionnel européen, mais sans le revendiquer officiellement. Les partisans du « Oui » lors du référendum sont surreprésentés parmi les invités politiques, tandis que Stéphane Paoli, animateur de la matinale, et Bernard Guetta, futur député européen et alors chroniqueur géopolitique, militent ouvertement pour le traité. Stéphane Paoli reviendra par la suite de manière critique sur cet engagement dans un livre-enquête sur la radio.
Après dix ans passés avenue du Général-Mangin en raison des travaux de rénovation de la maison de la Radio, France Inter se réinstalle dans ces locaux le 21 mai 2014.
Le 25 août 2014, France Inter se dote d'un nouvel habillage sonore accompagnant désormais la nouvelle grille de programmes de celle-ci, qui a pour vocation à faire remonter les audiences de la radio en chute libre depuis quelque temps.
Début avril 2015, alors qu'une grève a lieu à Radio France, la Cour des comptes publie un rapport pointant du doigt les conditions de travail « très favorables » des radios publiques concernant le volume de travail, les compléments de rémunération, les avantages en nature, des services en surnombre. Le rapport critique notamment les sureffectifs de techniciens à France Inter en comparaison des autres radios.
En 2017, la station est écoutée par plus de 6,2 millions d'auditeurs en audiences cumulées chaque jour. À la fin de l'année 2021 ce chiffre approche plus de 7 millions d'auditeurs.
Pour la période comprise entre août 2020 et juillet 2021, 45 % des invités politiques de la matinale de France Inter représentaient le centre (7,2 % La République en marche, 35,5 % le gouvernement et 3 % le MoDem et autres), 20 % représentaient la droite (Les Républicains et les partis proches), 20 % également représentaient la gauche (Parti socialiste, Europe Écologie Les Verts et les partis proches), 7 % représentaient La France insoumise et le Parti communiste français et 6 % représentaient le Rassemblement national.
En juin 2024, France Inter licencie son humoriste vedette Guillaume Meurice à la suite d'un sketch polémique tenu dans l'émission Le Grand Dimanche soir. Dans la foulée, en guise de solidarité, d'autres humoristes ou chroniqueurs démissionnent, parmi lesquels Aymeric Lompret, Thomas Vdb, GiedRé ou Laélia Véron.
Si la radio marque une fin de saison historique,, la directrice Adèle Van Reeth est visée le 11 juillet 2024 par une motion de défiance signée par 80 % des 95 titulaires constituant la rédaction comprenant des chefs de service et des rédacteurs en chef. Ils dénoncent plusieurs « décisions incompréhensibles prises par la directrice de France Inter ces derniers mois » » et l’impossibilité à « continuer à lui faire confiance pour diriger » après avoir appris par voie de presse le retour de Patrick Cohen à la station à la rentrée prochaine pour tenir l'éditorial politique, poste occupé jusqu'alors par Yaël Goosz. Le choix de la direction est perçu comme un rejet pour la rédaction, épuisée par la campagne des européennes, l'annonce de la dissolution de l'Assemblée nationale par Emmanuel Macron et les élections législatives anticipées. Si certains refusent de spéculer sur les raisons de cette décision, tous dénoncent « une brutalité sans précédent en matière de gestion ». D'autres ont peur d'être accusés de déloyauté en rappelant que cela avait été la cause retenue pour le licenciement de l'humoriste Guillaume Meurice en juin. Une chronique de satire politique tenue par Charline Vanhoenacker est parallèlement annoncée pour les matinées ; sans prévoir de remplacement du Grand Dimanche soir à la suite de la démission successive de ses chroniqueurs après l'éviction de Guillaume Meurice.
Préalablement à ces événements, plusieurs journalistes et contributeurs de France Inter craignent un « virage éditorial plus large ». Dans un communiqué interne, la Société des productrices et producteurs de France Inter et la Société des journalistes de la station dénoncent une « atteinte grave au pluralisme de l'antenne de France Inter », en raison de plusieurs changements et suppressions annoncés pour la rentrée 2024.
En avril 2025, Philippe Corbé prend la direction de l'information de France Inter en remplacement de Marc Fauvelle, parti chez BFM.

## Polémiques et controverses

### Suppressions d'émissions
La grille rentrée de 2014 supprime l'émission d'enquêtes sociales de Daniel Mermet, Là-bas si j'y suis. Denis Sieffert, dans Politis, déplore le « pluralisme menacé » par la disparition d'un « espace de liberté dans un monde contrôlé par l'idéologie libérale ». Mermet fait condamner Radio France pour « licenciement sans cause réelle ni sérieuse ».
Un peu avant, entre avril et juin 2010, les émissions Rue des Entrepreneurs et Allô la planète disparaissent aussi tandis qu'en juin 2006, Frédéric Schlesinger, le nouveau directeur général arrête l'émission de nuit quotidienne très populaire Allô Macha, créée le 5 avril 1977, malgré les vives protestations des auditeurs.

### Mise en demeure du CSA, mise en garde de l'Arcom et licenciement de Guillaume Meurice
En juin 2017, la diffusion d'une chanson de Frédéric Fromet se moquant de la mort du matador Iván Fandiño déclenche la saisine du CSA par l'Union des villes taurines françaises (UVTF) et l'Observatoire national des cultures taurines (ONCT). Laurence Bloch a défendu l'humoriste au nom du droit à la caricature, mais dans une décision datée du 1er août 2017, le CSA met en demeure France Inter.
L'Arcom adresse le 23 novembre 2023 une mise en garde à France Inter à la suite d’un sketch polémique de l’humoriste Guillaume Meurice concernant le Premier ministre israélien, Benyamin Nétanyahou, qui lui a valu des accusations d’antisémitisme classées sans suite, estimant tout de même que le sketch a « porté atteinte au bon exercice par Radio France de ses missions et à la relation de confiance qu’elle se doit d’entretenir avec l’ensemble de ses auditeurs ».
Après plusieurs semaines de mise à pied, sans présence au micro de la station, Guillaume Meurice est licencié de France Inter le 11 juin 2024.

### Torture en Algérie
Dans la série podcast « Jean-Marie Le Pen, l’obsession nationale », Benjamin Stora affirme que « Jean-Marie Le Pen n’a sans doute pas pratiqué la torture en Algérie. ». Les historiens André Loez et Fabrice Riceputi et la journaliste Florence Beaugé réagissent : il s'agit d'une contre-vérité factuelle, qui sera par la suite démentie.

## Identité de la station

### Siège
Le siège de France Inter est situé à la Maison de Radio France. De 2004 à 2014, il s'est transporté, en raison de travaux de réhabilitation de la « maison ronde », au 17/21, avenue du Général-Mangin dans le 16e arrondissement de Paris.

### Logos de Paris-Inter à France Inter
Les logos de France Inter ont beaucoup évolué au cours du temps,.
Dès le 8 décembre 1963, le premier logo de France Inter représente une radio à transistor. En 1967, son nouveau logo prend les couleurs de l'époque. Le 1er janvier 1975, les radios publiques sont regroupées dans Radio France et le logo de France Inter en prend l’image. Il perd le symbole de la maison de la radio en 1981, mais conserve le point rouge. Le 2 avril 2001, le symbole de la maison de la radio est de retour et prend du relief.
Le logo de 2005, imaginé par l’agence Leg, est mis en place en septembre 2005, et est constitué d'un carré noir, commun à l’ensemble des chaînes de Radio France, sur lequel se superpose un second carré rouge pour France Inter. Le pictogramme historique qui représente la maison ronde reste sur le carré noir en fond[réf. souhaitée]. Ce logo subit de légères modifications en 2008.
En décembre 2021, un nouveau logo de France Inter est publié. Il reprend le nouveau logo de Radio France qui n'est plus vraiment une poêle à frire mais plutôt un disque vinyle. Le logo de France Inter reprend le carré rouge et la même police en intégrant le disque de Radio France.

Ancien logo du 1er janvier au 2 décembre 1947.
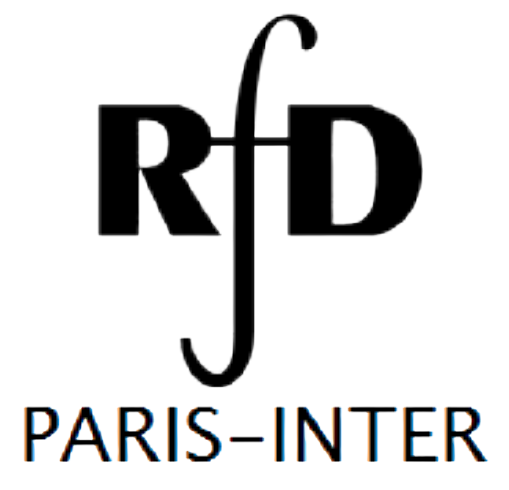
Ancien logo du 2 décembre 1947 au 9 février 1949.
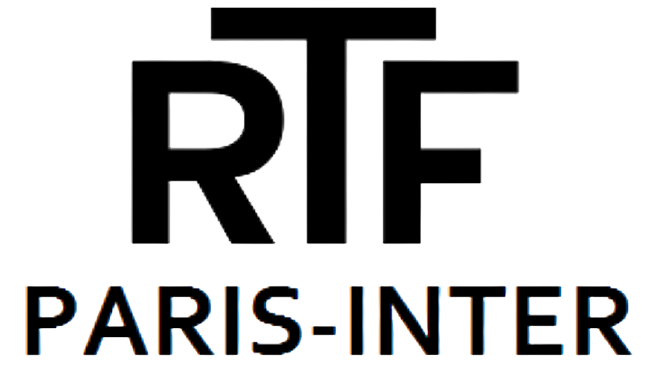
Ancien logo du 9 février 1949 au 29 décembre 1957.
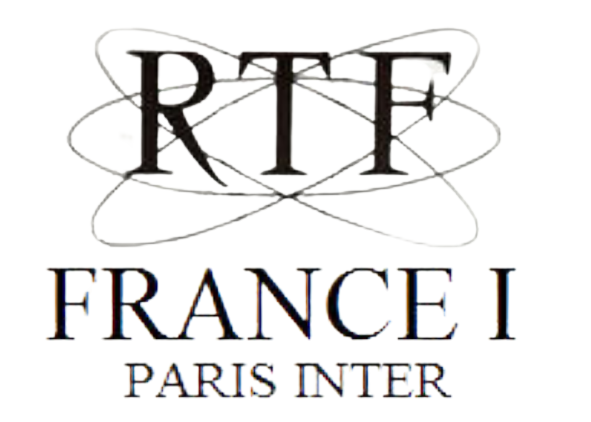
Ancien logo du 4 février 1959 au 20 octobre 1963.
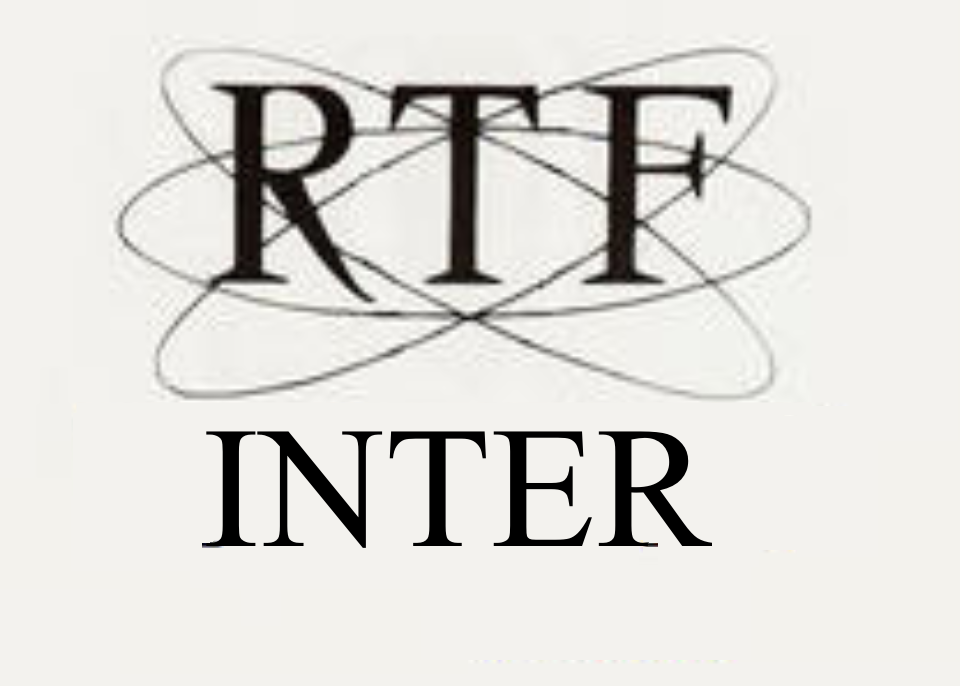
Ancien logo du 20 octobre au 8 décembre 1963.
Ancien logo du 8 décembre 1963 au 19 janvier 1967.
Ancien logo du 20 janvier 1967 au 5 janvier 1975.
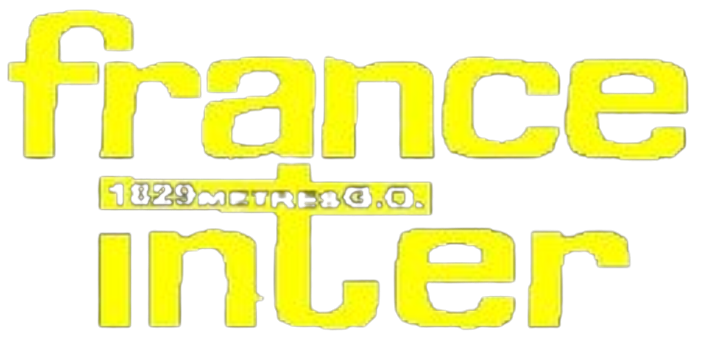
Ancien logo utilisé en 1971[39].
Ancien logo du 6 janvier 1975 à 1978.
Ancien logo de 1978 à 1981.
Ancien logo de 1982 à avril 2001.
Ancien logo d'avril 2001 à septembre 2005.
Ancien logo de septembre 2005 à 2008.
Ancien logo de septembre 2008 à décembre 2021.
Logo depuis décembre 2021.

### Logos d'Inter-Variétés
Du 14 janvier 1945 au 29 décembre 1957 le nom de la radio est Le Programme Parisien. Son nom devient RTF France 2-Régional le 29 décembre 1957. Le 20 octobre 1963 la radio est fusionnée avec France 1-Paris Inter, tandis que les programmes culturels passent sur RTF Promotion. Inter-Variétés émet tous les soirs sur le réseau ondes moyennes de France Inter de 20 h à minuit, et les weeks-ends de 14 h à minuit, et de 1973 à 1974 de 7 h 50 à 12 h 45 et de 18 h à 23 h, sans interruption les dimanches. La radio disparait définitivement le 30 septembre 1974.

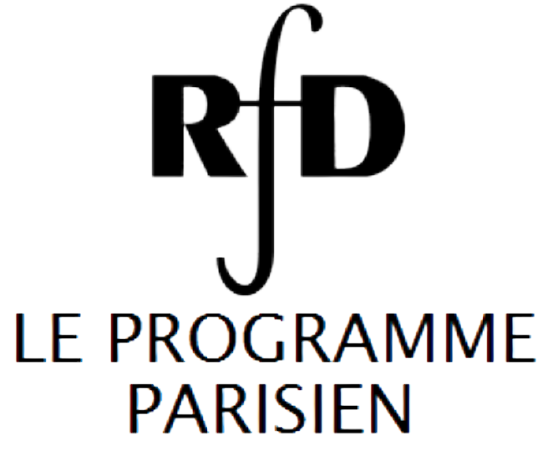
Ancien logo du 2 décembre 1947 au 9 février 1949.
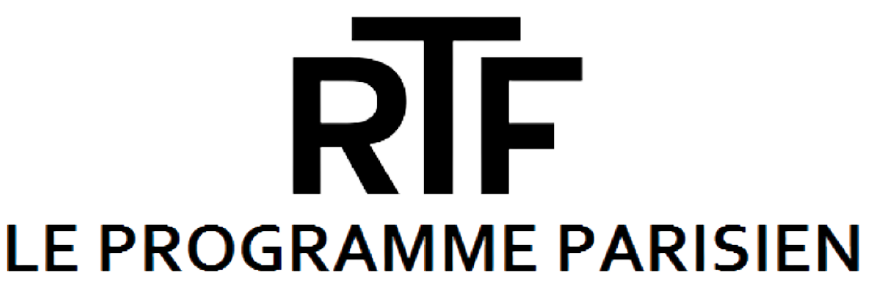
Ancien logo du 9 février 1949 au 29 décembre 1957.
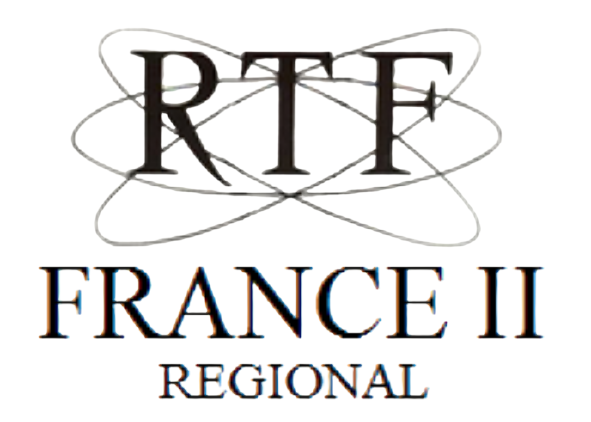
Ancien logo du 4 février 1959 au 20 octobre 1963.
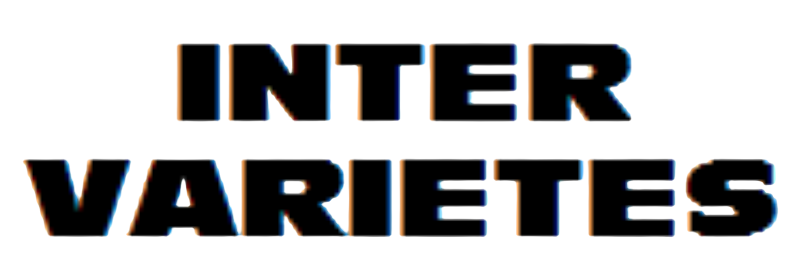
Ancien logo du 20 octobre 1963 au 30 septembre 1974.

### Auditorat et ligne éditoriale
En 2013, après les audiences décevantes de la radio, le positionnement politique de gauche de France Inter, réel ou supposé, n'apparaît néanmoins qu'assez rarement dans les remarques des auditeurs interrogés, qui regrettent davantage que la radio soit « faite par, et pour », les « bobos parisiens ». Le magazine Télérama souligne alors la nécessité de la recherche du pluralisme.

#### Catégorie socio-professionnelle
Les cadres et professions intellectuelles supérieures représentent la très grande majorité des invités et autres personnes entendues à l'antenne. En 2019, les catégories socio-professionnelles représentant les classes populaires (agriculteurs, ouvriers et employés) ne constituent que 2,4 % des personnes entendues. Entre 2010 et 2020, le temps d'antenne consacré aux luttes sociales est divisé par dix.
Une étude interne à Radio France réalisée en 2019 indique que « par rapport à la concurrence directe, France Inter se caractérise par une proportion importante d'auditeurs CSP+ (39 %), aussi bien de chefs d'entreprise/cadres et professions intellectuelles supérieures (19 %) que de professions intermédiaires (17 %) — le reste étant composé des artisans et des commerçants. » Au contraire, seuls 11 % de ses auditeurs appartiennent aux « CSP- », soit les catégories sociales défavorisées.
En 2020, la journaliste Mémona Hintermann, ex-membre du Conseil supérieur de l'audiovisuel, déplore le manque de diversité sociale de la radio : « Quand j'écoute Inter, j'entends une France bourgeoise épargnée par les difficultés de la vie, qui ne correspond pas au pays tel qu'il est. Enfants de diplomate ou de ministre, les figures de la matinale entretiennent une part d'entre-soi jusque dans le choix des mots employés ».

#### Ligne éditoriale
La nomination d'un nouveau directeur par Nicolas Sarkozy en 2010 est soutenue par Renaud Dély, directeur de la rédaction par intérim. Il tient à la justifier en précisant que France Inter n'est « ni Radio Sarko ni Radio socialo ou Radio Besancenot ». Néanmoins, en 2012, dans un portrait des Inrocks consacré à Audrey Pulvar, le magazine rapporte des propos tenus au sein de la rédaction de France Inter : « [...] le fait qu'elle pratique un journalisme engagé, très à gauche, [...] pose problème. La rédaction a toujours été cataloguée de gauche et s'évertue à rompre avec cette image. »
Selon une étude Marianne-Ifop publiée en 2012, l'auditorat de France Inter se situe dans une très large proportion à gauche (72 %). Cet auditorat correspond à la stratégie éditoriale de la station : pour Patrice Bertin qui en fut directeur de la rédaction, « il a été décidé que France Inter devait devenir la radio des intellos de gauche, puisqu'Europe 1 est à droite et RTL une radio populaire ».
En 2014, Laurence Bloch, la nouvelle directrice de la station, annonce l'arrêt de l'émission de Daniel Mermet, Là-bas si j'y suis, qu'il présente depuis 1989, une émission de reportages « fortement ancrée à gauche » selon Les Inrocks. Comme un bruit qui court est supprimé en 2019. Auparavant, Laurence Bloch convoque les producteurs de l'émission, leur déclarant que celle-ci « ressemble à un tract de la CGT. Quand je l'entends, j'éteins ».
Le journaliste David Garcia, auteur d'une enquête approfondie sur France Inter estime au contraire que cette radio « est largement à l'abri du brassage des idées et des opinions contradictoires […]. Depuis plus de trente ans, la matinale de France Inter réserve son éditorial économique aux idées néolibérales. » D'après lui, les journalistes phares de la station « soutiennent avec ferveur les traités européens en appelant de leurs vœux une très hypothétique “Europe sociale”. Proches du Parti socialiste ou de la mouvance macroniste, ils se positionnent au centre gauche ou au droit. Pourfendeurs du populisme, brun comme Le Pen, rouge comme Mélenchon, ils se rêvent en chevaliers de l'ordre libéral, horizon indépassable de la démocratie ».
En mai 2024, un rapport de l'institut libéral Thomas More montre que le positionnement idéologique des intervenants de France Inter, pour la période étudiée du 19 au 23 février 2024, est situé pour 32 % à gauche, pour 24 % dans la majorité et seulement pour 7 % à droite, 37 % des intervenants n'ayant, selon l'institut, « pas d'orientation idéologique décelable ».

## Équipes de France Inter

### Présidents
- 1947-1949 : dirigeants de la Radiodiffusion française
- 1949-1964 : dirigeants de la Radiodiffusion télévision française
- 1964-1975 : dirigeants de l'Office de radiodiffusion télévision française
- Depuis 1975 : présidents de Radio France

### Directeurs d'antenne ou directeurs généraux
- 1947-1954 : Jean Vincent-Bréchignac
- 1963-1967 : Roland Dhordain
- 1967-1968 : Guy Bégué
- 1968-1971 : Roland Dhordain
- 1975-1981 : Pierre Wiehn
- 1981-1982 : Jean-Pierre Farkas
- 1983-1984 : Jean Chouquet
- 1989-1996 : Pierre Bouteiller
- 1996-1999 : Jacques Santamaria
- 1999-2004 : Jean-Luc Hees
- 2004-2006 : Gilles Schneider
- 2006-2009 : Frédéric Schlesinger
- 2009-2014 : Philippe Val
- 2014-2022 : Laurence Bloch
- 2022- : Adèle Van Reeth[51]

### Directeurs de la rédaction
- 1999-2005 : Bertrand Vannier (d)[61]
- 2005-2006 : Geneviève Goëtzinger[62]
- 2006-2008 : Patrice Bertin (d)[62],[63]
- 2008-2011 : Hélène Jouan[63],[64] 
(2010 : intérim de Renaud Dély[65])
- 2011-2014 : Matthieu Aron[64],[66]
- 2014-2018 : Jean-Marc Four[66]
- 2018-2023 : Catherine Nayl (directrice de l'information)[67]
- 2023-2025 : Marc Fauvelle (directeur de l'information)[68]
(2025 : intérim de Rémi Sulmont et Anne Soetemondt[69])
- Depuis 2025 : Philippe Corbé (directeur de l'information) et Rémi Sulmont (directeur de la rédaction)[70]

## Programmation et activités connexes

### Généralités
France Inter propose tous les jours de la semaine de 5 h jusqu'à 23 h 12 des contenus pouvant être en direct ou enregistrées selon sa grille des programmes, et des rediffusions la nuit. La grille se divise en diverses émissions d'actualité, journaux d'information, émissions culturelles et émissions de divertissement, qui contiennent diverses chroniques (politiques, humoristiques, scientifiques, etc.).

### Historique
En 2017, Laurence Bloch modifie la grille des programmes : Nicolas Demorand quitte les horaires 18 h - 20 h, remplacé par Fabienne Sintes pour la matinale, et les programmes de Fabienne Chauvière (Les Savanturiers), d'André Manoukian (Les Routes de la musique) et de Brigitte Patient (Regardez voir) sont supprimés pour laisser plus de place à la culture.

### Événementiel
Lorsque l'actualité le nécessite, France Inter a recours à une programmation événementielle, laquelle n'est plus soumise à la grille. Ces événements, qu'ils soient politiques, économiques, sociétaux, culturels ou sportifs, se retrouvent dans les pages retraçant les chronologies annuelles du média radio.

### Prix littéraires

#### Prix du Livre Inter
Le Prix du Livre Inter est un prix littéraire créé en 1975 par Paul-Louis Mignon.

#### Prix de la BD Fnac France Inter
Le Prix de la BD Fnac est créé en 2013. En 2019, la radio s'y associe, et le prix porte le nouveau nom : Prix de la BD Fnac France Inter.

## Diffusion
France Inter utilise plusieurs moyens pour transmettre ses programmes : Modulation de fréquence (FM), DAB+, satellite, Internet, iTunes Store.

### Grandes ondes (GO) (inactif)
Entre 1938 et le 31 décembre 2016, France Inter est diffusée en grandes ondes, d'abord sur 164 kHz (1 829 m), puis sur 162 kHz (1 852 m = 1 mille nautique) depuis l'émetteur d'Allouis avec 2 MW (2 000 kW). Le signal est reçu en France métropolitaine et également dans les pays frontaliers ainsi qu'en Afrique du Nord. Lors de la fin de la Seconde Guerre mondiale, les Allemands sabotent l'émetteur et les antennes. L'émetteur n'est remis en fonctionnement qu'en 1952.
Ce canal est également utilisé pour la transmission d'un signal horaire en modulation de phase, émis en continu depuis l'émetteur d'Allouis au moyen d'une horloge atomique. Ce signal permet de synchroniser les horloges à distance. Le signal PM est toujours actif, mais avec une puissance de 800 kW.
Radio France ayant décidé de mettre fin à son contrat avec TDF, l'émetteur d'Allouis a cessé la diffusion de France Inter grandes ondes le 31 décembre 2016. Cet arrêt de l'émetteur d'Allouis qui semble programmé dans le cadre d'économies budgétaires fait l'objet d'une pétition et d'une question écrite au Gouvernement déposée à l'assemblée nationale le 25 août 2015 par le député Michel Destot.

### Satellite
France Inter est diffusée, en 2011, sur Fransat et ASTRA (SES S.A).

### DAB+
La station est diffusée en DAB+ sur le réseau métropolitain no 2 en cours de déploiement depuis octobre 2021. Elle côtoie sur ce multiplexe l'ensembles des radios nationales de Radio France (France Bleu étant diffusée sur les réseaux DAB+ locaux et régionaux).

### Internet (streaming et podcasts)
Le site internet et l'application Radio France permettent d'écouter la radio en streaming (en direct ou bien en décalé, le lecteur intégrant un système de pause et de retour en arrière).

## Audiences

### Évolutions
Le 18 avril 2019, pour la première fois depuis trente ans, les chiffres annoncés par Médiamétrie placent France Inter en tant que radio numéro un en France sur la période janvier-mars 2019,. La radio la plus écoutée de France, en audience cumulée comme en part d’audience, est donc devenue France Inter, qui détrône RTL, détentrice du titre depuis 2016. France Inter réunit 6,34 millions d'auditeurs quotidiennement pour une part d'audience de 11,7 %,. RTL détrône France Inter en juillet, avec 5,8 millions d'auditeurs par jour, alors que France Inter en réunit 5,74 millions à la même époque.
Depuis septembre 2019, France Inter confirme la place de première radio de France avec 10,6 % de part d'audience cumulée, soit 5 742 000 auditeurs. Son record historique est enregistré sur sa vague d'été et sur les nouveautés de rentrée.
Selon sa directrice de l’information, France Inter a l’auditoire le plus jeune des radios généralistes, avec un âge moyen de 54,8 ans.
Au mois de février 2023, France Inter est la radio avec le plus d'écoutes actives (30 018 118) en France. Sa durée d'écoute moyenne est de 34 min 42 s.

### Récapitulatif
|      | Janvier - Février - Mars | Avril - Mai - Juin | Juillet - Août | Septembre - Octobre | Novembre - Décembre | Moyenne annuelle cumulée/ PDA |
| ---- | ------------------------ | ------------------ | -------------- | ------------------- | ------------------- | ----------------------------- |
| 1987 | NC                       | NC                 | Non mesuré     | 6 820 / 15,5 %      | NC                  | NC                            |
| 1988 | NC                       | NC                 | Non mesuré     | 6 380 / 14,5 %      | NC                  | NC                            |
| 1989 | NC                       | NC                 | Non mesuré     | NC                  | 5 940 / 13,5 %      | NC                            |
| 1990 | 4 796 / 10,9 %           | 4 576 / 10,4 %     | Non mesuré     | NC                  | 5 104 / 11,6 %      | NC                            |
|      |                          |                    |                |                     |                     |                               |
| 1997 | NC                       | 10,8 %             | Non mesuré     | NC                  | NC                  | NC                            |
| 1998 | 11,4 %                   | 11,5 %             | Non mesuré     | NC                  | NC                  | NC                            |
|      |                          |                    |                |                     |                     |                               |
| 2004 | NC                       | NC                 | Non mesuré     | 10,1 %              | NC                  | NC                            |
| 2005 | 10,2 %                   | NC                 | Non mesuré     | 9,5 %               | NC                  | NC                            |
| 2006 | 9,6 %                    | 9,2 %              | NC             | 9,7 %               | 10 %                | NC                            |
| 2007 | 9,9 %                    | 10 %               | 8,9 %          | 10,2 %              | 9,9 %               | NC                            |
| 2008 | 9,8 %                    | 9,8 %              | 8,5 %          | 10,2 %              | 10,6 %              | NC                            |
| 2009 | 10,2 %                   | 10,3 %             | NC             | NC                  | 10,1 %              | NC                            |
| 2010 | 5420 / 10,4 %            | 5400               | 4700           | 5200                | 5300                | 5204                          |
| 2011 | 5550 / 9,9 %             | 5341 / 9,6 %       | 4764 / 8,8 %   | 5445 / 9,7 %        | 5655 / 10%          | 5351 / 9,6 %                  |
| 2012 | 5770 / 11%               | 5790 / 10,5 %      | 5160 / 10,8 %  | 5580 / 10,4 %       | 5669 / 10,8 %       | 5594 / 10,7 %                 |
| 2013 | 5285 / 9,5 %             | 5232 / 9,3 %       | 4700 / 8,5 %   | 5232 / 9%           | 5443 / 9,5 %        | 5178 / 9,2 %                  |
| 2014 | 5201 / 9,9 %             | 4777 / 8,5 %       | 4400 / 8,3 %   | 5300 / 9,2 %        | 5600 / 9,5 %        | 5056 / 9,1 %                  |
| 2015 | 5700 / 9,8 %             | 5200 / 8,8 %       | 5300 / 9,4 %   | 5438 / 10,1 %       | 5545 / 9,9 %        | 5437 / 9,6 %                  |
| 2016 | 5581 / 10,3 %            | 5742 / 10,9 %      | 5500 / 11 %    | 6063 / 11,3 %       | 6009 / 11 %         | 5779 / 10,9 %                 |
| 2017 | 6269 / 11,7 %            | 6024 / 10,6 %      | 5200 / 11 %    | 5999 / 10,1 %       | 6107 / 11,1 %       | 5920 / 10,9 %                 |
| 2018 | 6137 / 11,5 %            | 5801 / 10,5 %      | 5762 / 11,2 %  | 6258 / 11,4 %       | 6461 / 12,1 %       | 6084 / 11,3 %                 |
| 2019 | 6348 / 11,7 %            | 6279 / 12,0 %      | 5740 / 10,5 %  | 6369 / 12,5 %       | 6936 / 12,3 %       | 6334 / 11,8 %                 |
| 2020 | 6944 / 13,4 %            | 6157 / 12,4 %      | 5540 / 12,1 %  | 6808 / 13,3 %       | 6906 / 14,7 %       | 6471 / 13,2 %                 |
| 2021 | 6727 / 13,3 %            | 6194 / 12,6 %      | 5738 / 11.3 %  | 6527 / 12,6 %       | 6959 / 13,6 %       | 6429 / 12,7 %                 |
| 2022 | 6 906 / 13,9%            | 6 898 / 14,5%      | 5 231 / 12,2%  | 6 862 / 13,5%       | 6 851 / 14,0%       | 6 879 / 14,0%                 |
| 2023 | 7 036 / 14,4%            | 6 967 / 13,9%      | Pas de mesure  | 6 931 / 13,7%       | 6 935 / 13,7%       | 6 967 / 13,9%                 |